# Wspólnota administracyjna Meerane
Wspólnota administracyjna Meerane (niem. Verwaltungsgemeinschaft Meerane) – wspólnota administracyjna w Niemczech, w kraju związkowym Saksonia, w okręgu administracyjnym Chemnitz, w powiecie Zwickau. Siedziba wspólnoty znajduje się w mieście Meerane.
Wspólnota administracyjna zrzesza jedną gminę miejską oraz jedną gminę wiejską: 
- Meerane
- Schönberg